# Washington Escarpment
Il Washington Escarpment (in lingua inglese: Scarpata Washington) è la più importante scarpata del Neptune Range, che fa parte dei Monti Pensacola in Antartide. È lunga circa 80 km, rivolta a ovest ed è il punto di origine di numerose dorsali montuose che si diramano in direzione ovest. 
La scarpata è stata mappata dall'United States Geological Survey (USGS) sulla base di rilevazioni e foto aeree scattate dalla U.S. Navy nel periodo 1956-66.
La denominazione è stata assegnata dall'Advisory Committee on Antarctic Names (US-ACAN) in onore dell'University of Washington di Seattle, in quanto molti membri del gruppo che conduceva studi sul Neptune Range nel 1963-64 frequentavano questa università.